# Borgo Tossignano
Borgo Tossignano is een gemeente in de Italiaanse metropolitane stad Bologna (regio Emilia-Romagna) en telt 3259 inwoners (31-12-2004). De oppervlakte bedraagt 29,1 km², de bevolkingsdichtheid is 104 inwoners per km².

## Demografie
Borgo Tossignano telt ongeveer 1309 huishoudens. Het aantal inwoners steeg in de periode 1991-2001 met 16,2% volgens cijfers uit de tienjaarlijkse volkstellingen van ISTAT.
| Jaar | Inwoneraantal |
| ---- | ------------- |
| 1991 | 2601          |
| 2001 | 3023          |

## Geografie
De gemeente ligt op ongeveer 102 meter boven zeeniveau. Op het grondgebied van de gemeente ligt een deel van het regionaal park Vena del Gesso Romagnola.
Borgo Tossignano grenst aan de volgende gemeenten: Casalfiumanese, Casola Valsenio (RA), Fontanelice, Imola, Riolo Terme (RA).